# 1944 (電影)
1944 是一部2015年的愛沙尼亞戰爭劇情片，由Elmo Nüganen導演。該片於2015年2月在德國柏林首映，之後在愛沙尼亞和其他北歐國家上映。
影片探討了在二次世界大戰中，分屬德國黨衛軍與蘇聯紅軍之愛沙尼亞年輕人們面對亂世的徬徨與心理衝突，以及他們對蘇聯政策的反感。

## 外部連結
- 互联网电影数据库（IMDb）上《1944》的资料（英文）

1. ↑  .   [1 August 2017]. （原始内容存档于2016-02-28）.
2. ↑  . Facebook.   [1 August 2017]. （原始内容存档于2020-09-02）.
3. ↑  .   [1 August 2017]. （原始内容存档于2016-03-04）.